# Le Mont Fuji et la Lance ensanglantée
Pour plus de détails, voir Fiche technique et Distribution.
Le Mont Fuji et la Lance ensanglantée (血槍富士, Chiyari Fuji) est un film japonais réalisé par Tomu Uchida en 1955.

## Synopsis
Le film suit le voyage d'un samouraï et de deux de ses serviteurs, vers la capitale Edo. Au fur et à mesure de leur voyage, une série d'épisodes picaresques se succèdent, qui transforment le regard du maître sur la société, et permettent au spectateur de percevoir l'injustice des rapports sociaux dans le Japon médiéval. Ces épisodes culminent dans le meurtre du maître, devenu critique de la position sociale de sa classe, par des samouraïs soûls et brutaux, qui lui reprochent de laisser son serviteur boire avec lui.

## Fiche technique

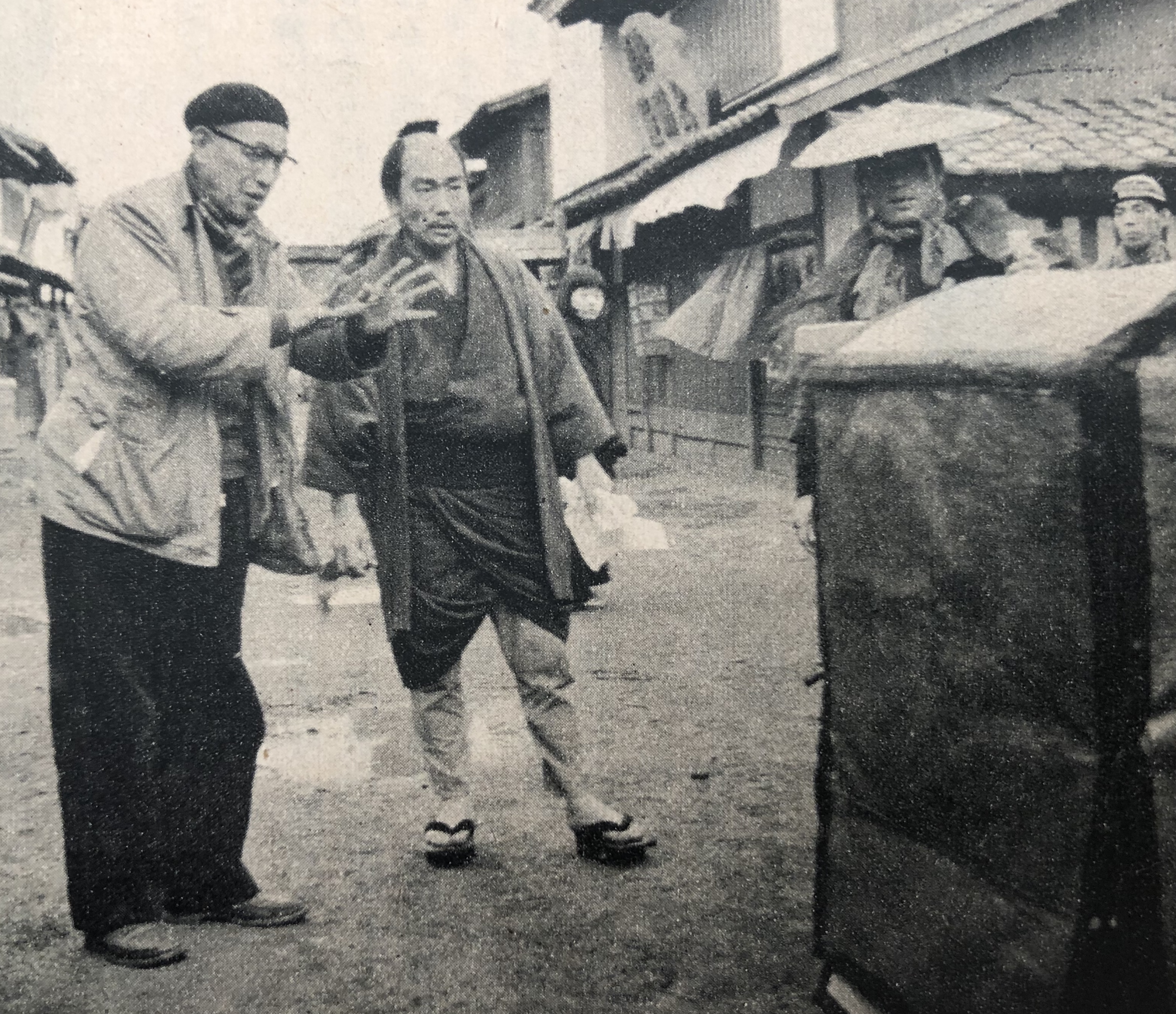
Tomu Uchida sur le tournage du film.

- Titre français : Le Mont Fuji et la Lance ensanglantée
- Titre original : 血槍富士 (Chiyari Fuji?)
- Réalisation : Tomu Uchida
- Scénario : Shintarō Mimura (ja) et Fuji Yahiro (en), adapté de Dōchū hiki (道中悲記?), un film réalisé et scénarisé par Kintarō Inoue en 1927[1]
- Photographie : Sadatsugu Yoshida
- Montage : Shintarō Miyamoto
- Musique : Taichirō Kosugi (ja)
- Son : Hiroo Nozu
- Direction artistique : Takatoshi Suzuki
- Producteur : Hiroshi Ōkawa
- Sociétés de production : Toei
- Pays d'origine :  Japon
- Langue originale : japonais
- Format : noir et blanc - 1,37:1 - Format 35 mm - son mono
- Genre : chanbara ; jidai-geki ; drame
- Durée : 94 minutes[2] (métrage : 9 bobines - 2 575 m[2])
- Date de sortie :
  - Japon : 25 février 1955[2]

## Distribution
- Chiezō Kataoka : Genpachi
- Ryūnosuke Tsukigata : Tōzaburō
- Chizuru Kitagawa (ja) : Osumi, la joueuse de shamisen
- Yuriko Tashiro : Otane
- Daisuke Katō : Genta
- Eitarō Shindō : le pèlerin
- Toranosuke Ogawa
- Kyōji Sugi (ja)
- Yoshio Yoshida (ja)
- Kunio Kaga (ja)
- Eijirō Kataoka (ja) : Sakawa Kojūrō
- Chie Ueki : la fille d'Osumi
- Motoharu Ueki : Jirō

## Autour du film
Le Mont Fuji et la Lance ensanglantée est le premier film de Tomu Uchida après 14 années d'inactivité liées à son séjour en Mandchourie. Inscrit dans la tradition des films de chanbara, il s'en éloigne par sa critique de la domination sociale de la classe des samouraïs, et son exaltation des classes sociales les plus basses. Uchida exprime ainsi dans ce film son adhésion aux idéaux communistes qu'il a découverts en Chine. Le Mont Fuji et la lance ensanglantée exalte également la fraternité toujours possible entre les hommes face aux difficultés du monde social. Le film entremêle ainsi critique sociale et engagement humaniste.
Le Mont Fuji et la Lance ensanglantée est une adaptation du film Dōchū hiki (道中悲記) réalisé et scénarisé par Kintarō Inoue en 1927 avec Ryūnosuke Tsukigata dans le rôle de Genpachi, ce dernier interprète le rôle du voyageur qui a vendu sa fille dans la version de Tomu Uchida.